# Диаблада
Diablada, такође позната као Danza de los Diablos (Плес ђавола), је андски народни плес који се изводи у Боливији, у региону Алтиплано у Јужној Америци.
Овај плес карактеришу извођачи који носе маске и костиме који представљају ђавола и друге ликове из преколонијалне теологије и митологије у комбинацији са шпанским и хришћанским елементима додатим током колонијалне ере. Многи научници су закључили да плес потиче од плеса Лама лама у част бога Тива народа Уру и ајмаранског ритуала за демона Анчанчуа. Оба плеса потичу из преколонијалне Боливије.
Док се плес изводио у региону Анда још 1500-их, његово име је настало 1789. године у Оруру у Боливији, где су се извођачи облачили као ђаволи на парадама званим Diabladas. Прва организована група Диаблада са дефинисаном музиком и кореографијом појавила се у Боливији 1904. године. Такође постоје докази да је плес настао међу рударима у Потосију, у Боливији, док су регионални плесови у Перуу и Чилеу такође могли да утичу на модерну верзију.

## Кореографија
У свом изворном облику, плес је уз музику извео бенд Сикурис, који је свирао сику. У модерно доба плес прати оркестар. Плесачи често наступају на улицама и јавним трговима, али се ритуал може изводити и у затвореним позориштима и аренама. Ритуал почиње круом који приказује Луцифера са неколико кинеских Супаја, или ђавољих жена. Прате их оличених седам смртних грехова гордости, похлепе, пожуде, беса, прождрљивости, зависти и лењости. После излази чета ђавола. Све их предводи Свети Михаило, са блузом, кратком сукњом, мачем и штитом. Током плеса, анђели и демони се непрекидно крећу. Ова конфронтација између две стране је помрачена када се појави Свети Михаило и победи ђавола. Кореографија има три верзије, од којих се свака састоји од седам потеза.

## Музика
Музика повезана са плесом има два дела: први је познат као марш, а други је познат као Ђавоља мекапакења. Неки одреди свирају само једну мелодију или започињу Мекапекењу у четвртом ставу „по четири“. Од друге половине 20. века дијалог је изостављен па је фокус само на плесу.